# Passiflora lanata
Passiflora lanata är en passionsblomsväxtart som först beskrevs av Antoine Laurent de Jussieu, och fick sitt nu gällande namn av Jean Louis Marie Poiret. Passiflora lanata ingår i släktet passionsblommor, och familjen passionsblomsväxter. Inga underarter finns listade i Catalogue of Life.